# Nihon Terebi Hōsōmō
Nippon Television Network Corporation (jap. 日本テレビ放送網株式会社 Nippon Terebi Hōsōmō Kabushiki-gaisha) – japoński nadawca telewizyjny, występujący popularnie pod nazwami Nippon TV (jap. 日本テレビ Nippon Terebi) oraz „NTV”, założony 28 października 1952(dts) roku przez Matsutarō Shōriki.

## Akcjonariusze
Stan na 31 marca 2013:
- Yomiuri Shimbun: 14.6%
- Yomiuri Telecasting Corporation: 6.4%
- The Yomiuri Shimbun (Tokyo): 6.0%
- CBNY-ORBIS Funds: 3.8%
- Japan Trustee Services Bank, Ltd.: 3.8%
- Teikyo University: 3.7%
- CBNY-ORBIS SICAV: 3.5%
- State Street Bank & Trust Company: 3.0%
- NTT docomo Inc.: 3.0%
- The Master Trust Bank of Japan Ltd.: 2.7%

## Galeria

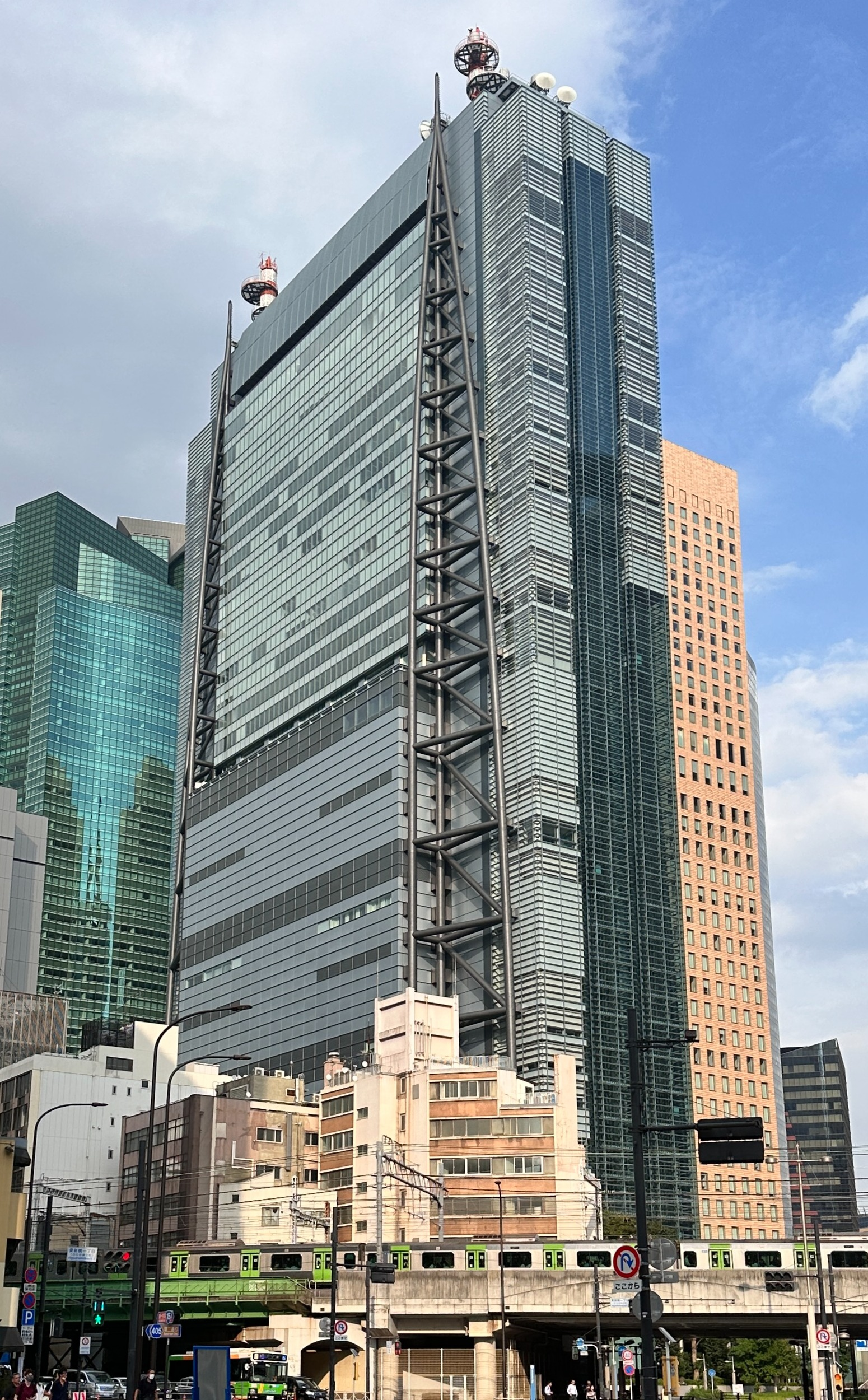
Obecny główny budynek stacji NTV w Tokio
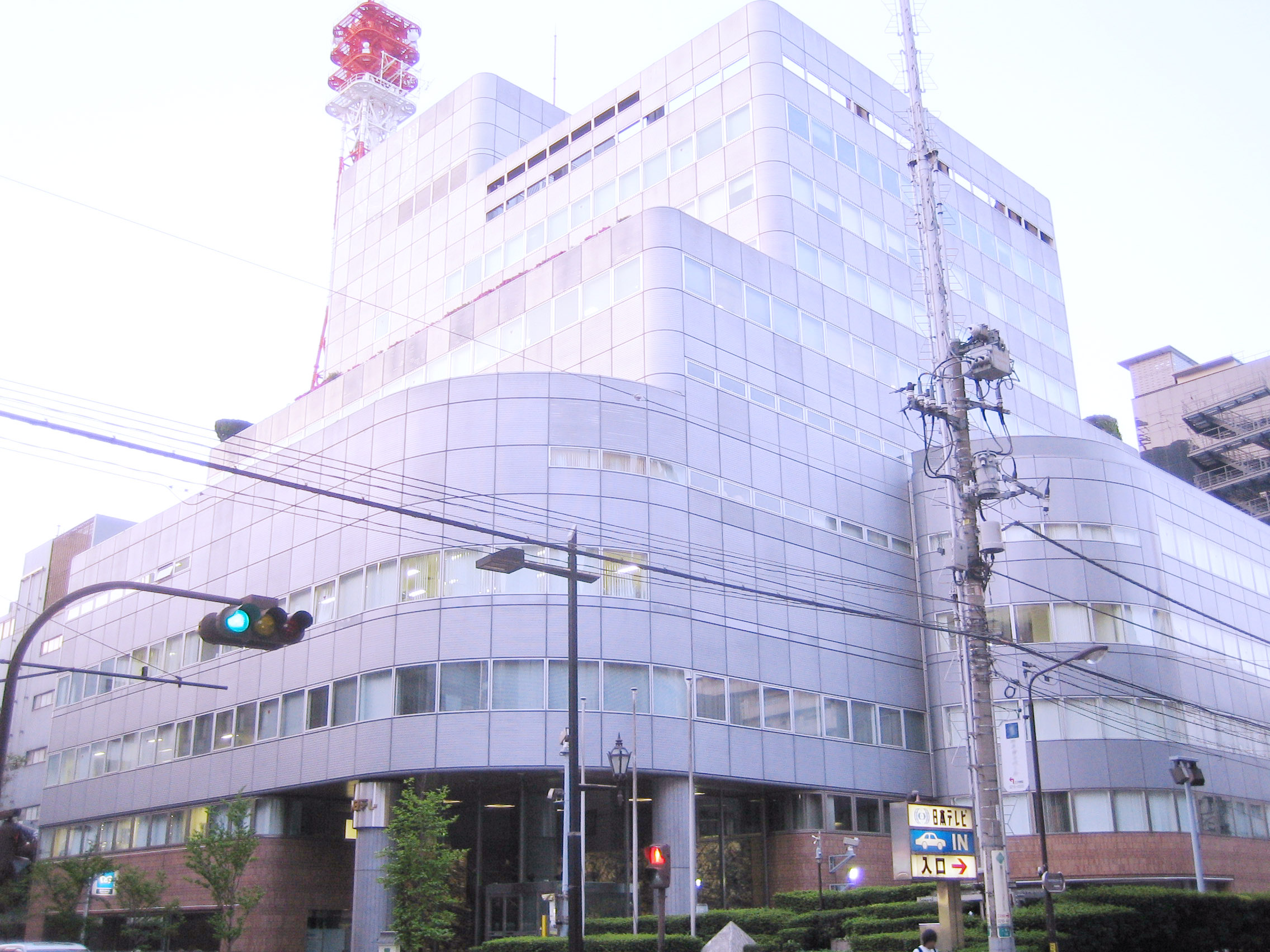
Główna siedziba NTV w Tokio w latach 1978-2004
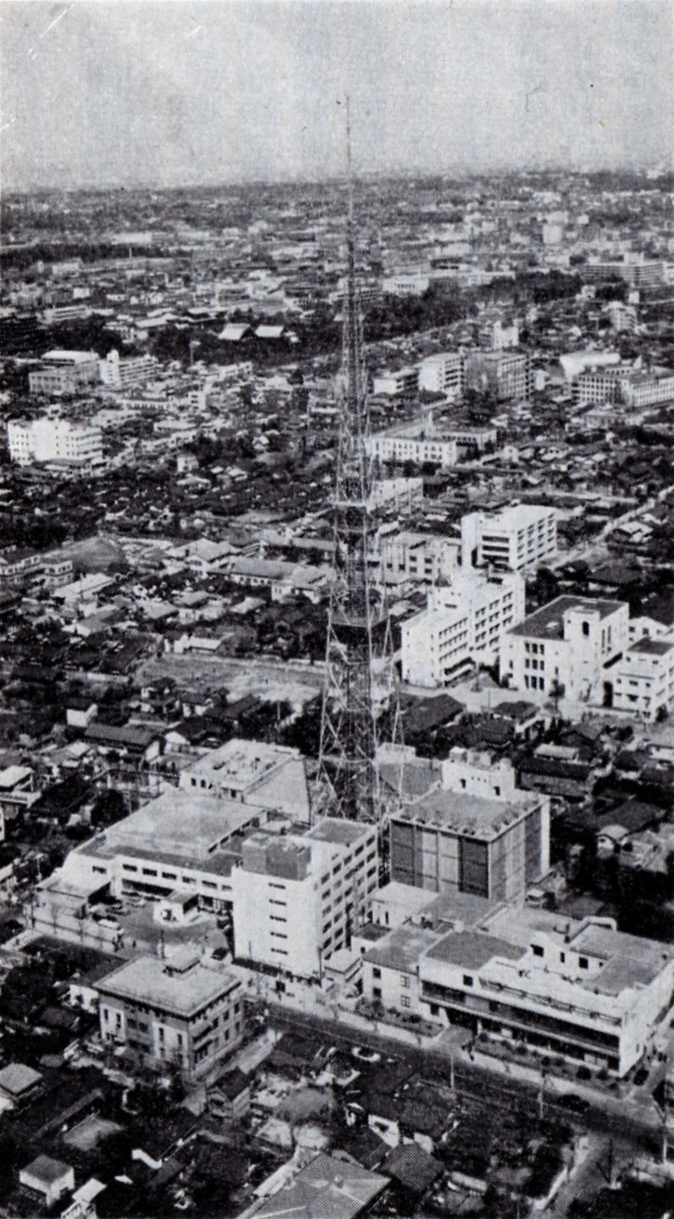
Siedziba NTV w 1961 roku